# Стерлінг (Іллінойс)
Стерлінг (англ. Sterling) — місто (англ. city) в США, в окрузі Вайтсайд штату Іллінойс. Населення — 14 764 особи (2020).

## Географія
Стерлінг розташований за координатами 41°47′59″ пн. ш. 89°41′43″ зх. д. / 41.79972° пн. ш. 89.69528° зх. д. (41.799668, -89.695150). За даними Бюро перепису населення США в 2010 році місто мало площу 15,39 км², з яких 14,79 км² — суходіл та 0,60 км² — водойми.

## Демографія
Згідно з переписом 2010 року, у місті мешкало 15 370 осіб у 6303 домогосподарствах у складі 3840 родин. Густота населення становила 999 осіб/км². Було 6947 помешкань (451/км²).
Расовий склад населення:
| - 82,5 % — білих - 3,0 % — чорних або афроамериканців - 0,7 % — азіатів - 0,4 % — корінних американців - 9,3 % — осіб інших рас |

До двох чи більше рас належало 4,1 %. Частка іспаномовних становила 24,2 % від усіх жителів.
За віковим діапазоном населення розподілялося таким чином: 25,4 % — особи молодші 18 років, 58,1 % — особи у віці 18—64 років, 16,5 % — особи у віці 65 років та старші. Медіана віку мешканця становила 37,3 року. На 100 осіб жіночої статі у місті припадало 90,4 чоловіків; на 100 жінок у віці від 18 років та старших — 86,9 чоловіків також старших 18 років.
Середній дохід на одне домашнє господарство становив 51 966 доларів США (медіана — 39 679), а середній дохід на одну сім'ю — 59 754 долари (медіана — 51 670). Медіана доходів становила 41 438 доларів для чоловіків та 29 085 доларів для жінок. За межею бідності перебувало 15,9 % осіб, у тому числі 25,7 % дітей у віці до 18 років та 4,5 % осіб у віці 65 років та старших.
Цивільне працевлаштоване населення становило 6725 осіб. Основні галузі зайнятості: освіта, охорона здоров'я та соціальна допомога — 23,1 %, роздрібна торгівля — 18,7 %, виробництво — 18,2 %.

## Відомі мешканці та уродженці
- Терренс Дін Брукс (1944) — американський письменник-фантаст.